# Квинтарелли, Стефано
Стефано Квинтарелли (итал. Stefano Quintarelli, род. 14 июня 1965) — член Парламента Италии, пионер итальянской интернет-индустрии.
По мнению самой читаемой газетой Италии «Коррьере делла Сера» Стефано Квинтарелли признан одним из тридцати самых инновационных предпринимателей Италии.
В настоящее время является членом комитета по транспорту и связям при Парламенте Италии.
Основатель компании I.Net, являющейся первым итальянским бизнес интернет-провайдером, состоящей в списке Итальянской фондовой биржи и в 2000 году проданной компании British Telecom.
До июля 2012 года — IT-директор итальянской финансовой газеты Il Sole 24 Ore.
Основатель и директор итальянской ассоциации Интернет и IT безопасности CLUSIT.
Президент Итальянской ассоциации интернет-провайдеров.
Он теоретизировал Интернет как измерение существования, в котором проводятся социально-экономические отношения, а также возникновение нового классового конфликта между посреднические и Люди которые являются промежуточными. Конфликт, который окружает и доминирует в традиционном конфликте между капиталистами и пролетариями, вводя «информационную» категорию в дополнение к традиционным категориям капитала и труда. Категория, контролируемая небольшим количеством инфо-плутократов.
Основатель первой в Италии компании, предоставляющей независимую электронной почту.